# 皇甫暉
皇甫暉（9世纪—956年），五代時期軍事人物，魏州興唐府（今河北省大名縣）人，曾以一介小卒之姿發動鄴都之變，引發了後唐莊宗之死，與後唐明宗的即位，後晉時繼續擔任將領，因契丹的攻擊，投奔南唐，官拜奉化節度使，後與後周作戰，被後周將領趙匡胤擊傷，傷重而死。

## 效力后唐
後唐莊宗時為魏博軍的一名小兵。同光四年（926年），庄宗刘皇后传教令给在蜀地的儿子魏王李继岌令其杀死同在蜀地的成德节度使侍中郭崇韬，不久庄宗又杀河中节度使尚书令朱友谦，魏博监军武德使史彦琼则奉命去杀朱友谦子澶州刺史朱建徽。史彦琼出城时没有说明所为何事，于是出现谣言称：郭崇韬在蜀地杀死李继岌自立为王，刘皇后为儿子之死迁怒庄宗而弑君，史彦琼出城是去与刘皇后议事。
其时，皇甫晖所属之部隊戍守瓦橋關（今河北省雄縣）期滿，原應回魏州（今河北省大名縣），行经貝州（今河北省南宮市），庄宗却担心魏州空虚，这支军队会生乱，命他们就地屯田，由於不能歸鄉的關係，軍心大亂。
皇甫暉與同袍在夜間賭博大敗，沒錢付帳，突心生一計，趁此軍心浮動之時機煽動士兵，士兵們兵變之後，就不會被追討債務。皇甫暉擁立指挥使楊仁晸為首領：「主上有天下是我們魏博軍的功勞，魏博軍征戰十多年，如今天下已定，天子不念舊勞，反而愈發猜忌我們了。我們遠戍一年多，離家咫尺，卻不讓我們相見。現在聽聞皇后弒逆，京師已亂，將士願與公俱歸，表聞朝廷。即使天子安泰，興兵征討，以我魏博兵力也足以拒之，怎知不是圖富貴的資本？」軍士們都呼應，仁晸不從，說：「您各位這樣算計也太過分了罷！現在英明的君主在朝廷之上，天下像是一家，主上的精甲銳兵，不下數十萬，各位也都有家屬，怎麼會講出這麼不祥的話？」皇甫暉斬之；又立一個裨將為首領，裨將不從，皇甫暉又斬之。偏將趙在禮越牆而走，被皇甫暉看見，皇甫暉把趙在禮從牆上拉下來，趙摔落地面，皇甫暉以伐取的楊仁晸、裨將兩個首級來恐嚇趙，趙立刻同意叛變，於是皇甫暉自稱為「魏博馬步軍都指揮使」，立趙為大帥。
皇甫暉率兵攻入鄴城，立赵在礼为留后，邺都留守王正言被迫迎接。皇甫暉大肆殺害民眾，擄掠民財，到了一個民宅，聽說屋主姓國。皇甫暉說：「我就是來破國的！」就把姓國的屋主全家殺了。又到了下一個民宅，聽說屋主姓萬。皇甫暉說：「我殺了『萬家』就夠了！」又把姓萬的屋主滅門了。種種殘暴類似於此。
莊宗派归德军节度使元行欽前往討伐。元行钦攻邺都南门，以詔書诏谕，但史彦琼却大骂要破城将叛军碎尸万段，皇甫晖遂对士兵們说「投降也不会得到宽恕」，遂毁了詔書，不降。庄宗闻讯大怒，下令破城后屠城，发大军讨之，但元行钦始终不能破城。
莊宗又命李嗣源前往討伐，嗣源及武宁军节度使霍彦威被軍士張破敗挾持，张破败意欲與魏博叛軍合兵造反，但皇甫晖不接纳，反而斩杀张破败，城外乱军溃散，李嗣源、霍彦威等反被皇甫晖劫持。皇甫晖素忌霍彦威，想杀他，但霍彦威以口才說服了皇甫晖，免于一死。李嗣源以出城收拢旧部为由与霍彦威离开邺都后，李嗣源的女婿石敬瑭、部將康義誠告訴李嗣源，造反局勢已成，後悔也勢難免罪。嗣源只好占據汴州（今河南開封），進軍洛邑。莊宗決定親征，指揮使郭從謙發動興教門之變，殺死莊宗。李嗣源進兵洛城而稱帝，是為後唐明宗，封皇甫暉為陳州刺史。

## 效力后晋
後晉成立，皇甫暉繼續為官，任卫将军，而趙在禮已為節度使，皇甫暉為人貪婪而暴虐，竟然趁赵在礼来朝，去恐嚇官位比他高的赵在礼，說趙在禮的富貴是由自己而得，如不給錢，當下就要攻擊趙，趙在禮畏懼，給了皇甫暉許多錢財，並擺設酒席相待，皇甫暉喝了酒拿了錢就走了，根本不拜謝趙在禮。后为密州刺史。

## 效力南唐
後晉遭到契丹人攻滅時，皇甫暉率州人逃奔南唐。南唐中主李璟派舟楫相迎。皇甫晖担心自己出身凶贼，不为所容，行经秦淮河，跳水自杀，被左右救起，自称如同踩着大石头。皇甫晖入南唐，被封為歙州刺史、神卫军都虞候、奉化節度使，加同平章事，镇江州。南唐保大六年（948年），后汉隐帝年幼，中原衰弱，淮北群盗多送款于李璟，李璟遣皇甫晖出海、泗诸州招纳。次年，蒙城镇将咸师朗投降皇甫晖，但徐州将成德钦在峒峿镇打败了皇甫晖，俘斩六百级，皇甫晖等回师。
保大十四年（956年），後周世宗柴榮攻淮南，皇甫晖被任为北面行营应援使，会合神武统军北面行营都部署刘彦贞、都监姚凤提兵十万前去迎敌。刘彦贞败死，皇甫晖、姚凤退保清流关。柴荣進兵壽州（今安徽省壽縣），命大將趙匡胤（後來的宋太祖）攻清流关。皇甫晖先大败周军数千。后赵匡胤用赵普计，在皇甫晖等率部在山下列阵时，带着部队绕过山后，从后面偷袭南唐军，皇甫暉大败，且战且走逃入滁州，但滁州刺史王绍颜已弃城逃跑，皇甫晖断桥自守。周军涉水越城而入。皇甫晖逃亡失路，要求決鬥，趙匡胤武藝甚高，笑而應允，奮馬直前，一刀中皇甫暉脑部，砍落馬下，姚凤一并被擒。
皇甫晖被送交世宗親自審問，说：“臣疲惫了，想暂时坐下。”坐下后又说：“想暂时躺下。”不等命令就躺下，神色自若，仰头说：“我皇甫晖从贝州军伍起兵辅佐李嗣源，促成了唐庄宗之祸；后来率众投江南，位兼将相，前后南北二朝大小数十战从未失败。今天被擒，是上天褒奖大朝兴盛，也是南北两军的勇怯不相當。”很淡定地告訴世宗，後周部隊極為勇猛頑強，比契丹人還優秀。世宗見了皇甫暉的傷勢非常同情，賞賜金带、鞍马等許多禮物。但几天后，皇甫暉伤情加重，自知時日不多，拒絕醫療而死。滁州人感念于他，一天有五个时辰鸣钟祭献于他。
有子皇甫继勋。

## 评价
- 欧阳修《新五代史》：“晖为人骁勇无赖。”
- 南宋陆游《南唐书》、清朝吴任臣《十国春秋》：“晖独持重，部分甚整，士亦乐为用。周人颇惮之。”
- 清朝赵翼《廿二史札记》：“刘仁赡、皇甫晖、姚凤皆完节于南唐者。”
- 《十国春秋》论曰：皇甫晖以乱卒位刺史，拔身南奔，滁州之败，义不求生，庶几可为晚盖者矣。

## 延伸阅读
[在维基数据编辑]
 《新五代史·卷49》，出自歐陽修《新五代史》